# コモ県

コモ県
Provincia di Como

コモ県（コモけん、イタリア語: Provincia di Como）は、イタリア共和国ロンバルディア州に属する県の一つ。県都はコモ。

## 地理

### 位置・広がり
ロンバルディア州の北西部に所在する。県都コモは県域南西部に位置し、ヴァレーゼから東へ約21km、レッコから西南西へ約25km、ルガーノから南南東へ約26km、州都ミラノから北へ約38kmの距離にある。
県域は南北に長く広がっており、北西にスイスと国境を接する。また、スイス領内に飛び地があり、カンピョーネ・ディターリアというコムーネになっている。
隣接する県、およびそれに相当する行政区画は以下の通り。CHはスイス領で、CH-TIはティチーノ州、CH-GRはグラウビュンデン州所属。
- ベッリンツォーナ郡（英語版） (CH-TI) - 北
- モエザ郡（英語版） (CH-GR) - 北
- ソンドリオ県 - 北東
- レッコ県 - 東
- モンツァ・エ・ブリアンツァ県 - 南
- ヴァレーゼ県 - 南西
- メンドリーズィオ郡（英語版） (CH-TI) - 西
- ルガーノ郡（英語版） (CH-TI) - 北西

### 主要な都市
2001年の国勢調査に基づく居住地区（Località abitata）別人口統計によれば、人口8000人以上の都市は以下の通り。

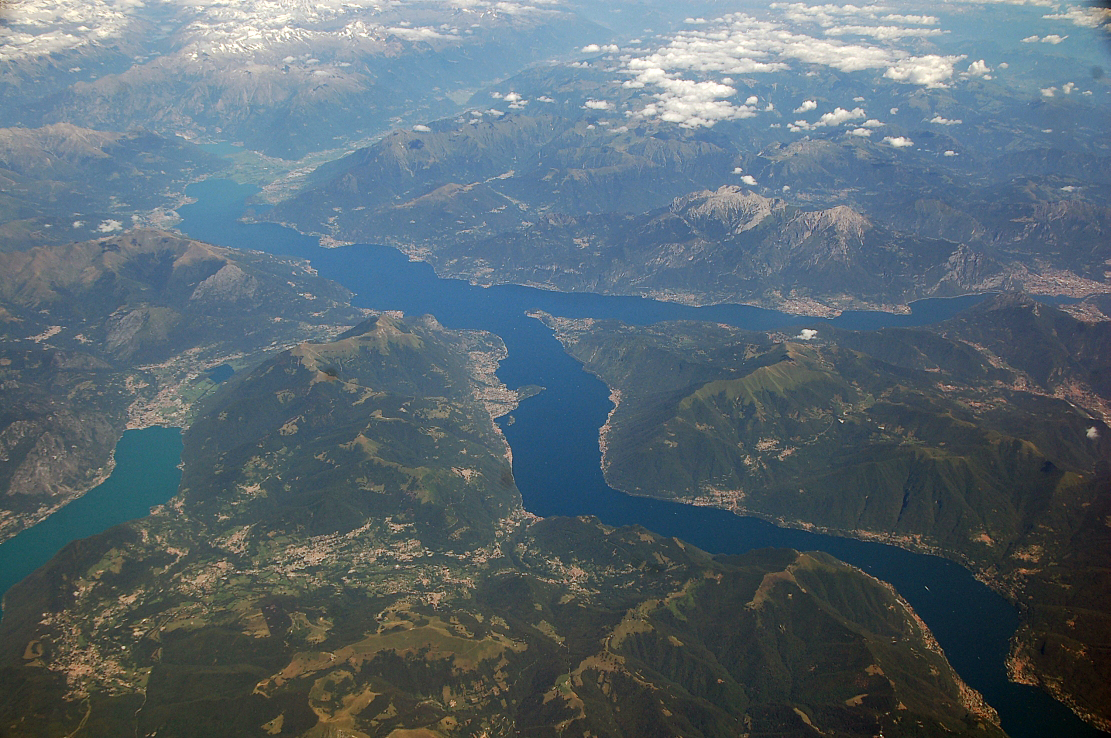
コモ湖周辺の空撮

- コモ - 78,616人
- カントゥ - 33,802人
- マリアーノ・コメンセ - 19,409人
- エルバ - 16,291人
- オルジャーテ・コマスコ - 9,697人
- ルラーテ・カッチーヴィオ - 9,547人
- チェルメナーテ - 8,599人

- コモ
- カントゥ
- マリアーノ・コメンセ

## 行政区画

### コムーネ
コモ県には、2024年1月1日現在147のコムーネが属する。
主要なコムーネ（人口上位15位）は下表の通り。左端の数字はISTATコードを示す。人口は2021年1月1日現在。
| コード | 自治体名                     | 人口   |
| ------ | ---------------------------- | ------ |
| 013075 | コモ                         | 84,808 |
| 013041 | カントゥ                     | 39,513 |
| 013143 | マリアーノ・コメンセ         | 24,828 |
| 013095 | エルバ                       | 15,954 |
| 013165 | オルジャーテ・コマスコ       | 11,663 |
| 013133 | ロマッツォ                   | 9,901  |
| 013102 | フィーノ・モルナスコ         | 9,797  |
| 013138 | ルラーテ・カッチーヴィオ     | 9,679  |
| 013227 | トゥラーテ                   | 9,379  |
| 013064 | チェルメナーテ               | 9,173  |
| 013118 | インヴェリーゴ               | 9,106  |
| 013159 | モッツァーテ                 | 8,652  |
| 013036 | カドラーゴ                   | 7,961  |
| 013245 | ヴィッラ・グアルディア       | 7,878  |
| 013010 | アッピアーノ・ジェンティーレ | 7,607  |

2001年の国勢調査時点では163のコムーネが属していた。
21世紀に入って以降、以下のコムーネ統廃合 (it:Fusione di comuni italiani) が行われている。
2002年発足
- サン・シーロ（サンタッボンディオとサンタ・マリーア・レッツォーニコが合併）

2011年発足
- グラヴェドーナ・エドゥニーティ（コンシーリオ・ディ・ルーモ、ジェルマージノ、グラヴェドーナが合併）

2014年発足
- ベッラージョ（チヴェンナとベッラージョが合併。新自治体はベッラージョの名を継承）
- コルヴェルデ（ドレッツォ、ジローニコ、パレが合併）
- トレメッツィーナ（レンノ、メッツェグラ、オッスッチョ、トレメッツォが合併）

2017年発足
- サン・フェルモ・デッラ・バッターリア (カヴァッラスカを合併)
- アルタ・ヴァッレ・インテルヴィ （ランツォ・ディンテルヴィ、ペッリオ・インテルヴィ、ランポーニオ・ヴェルナが合併）

2018年発足
- チェントロ・ヴァッレ・インテルヴィ （カザスコ・ディンテルヴィ、カスティリオーネ・ディンテルヴィ、サン・フェデーレ・インテルヴィが合併）

2019年発足
- ソルビアーテ・コン・カーニョ （カーニョ、ソルビアーテが合併）

2024年発足
- ウッジャーテ・コン・ロナーゴ（ウッジャーテ＝トレヴァーノ、ロナーゴが合併）

### 山岳部共同体
広域行政組織である山岳部共同体は、以下が置かれている。
- ヴァッリ・デル・ラーリオ・エ・デル・チェレージオ山岳部共同体 (it:Comunità montana Valli del Lario e del Ceresio) （事務所所在地: グラヴェドーナ・エドゥニーティ）
- ラーリオ・インテルヴェーゼ山岳部共同体 (it:Comunità montana del Lario Intelvese) （事務所所在地: チェントロ・ヴァッレ・インテルヴィ）
- トリアンゴロ・ラリアーノ山岳部共同体 (it:Comunità montana del Triangolo Lariano) （事務所所在地: カンツォ）

## スポーツ

### サッカー
県内に本拠を置くプロサッカークラブとしては以下がある。所属リーグは2016-2017シーズン現在。
- コモ・カルチョ （コモ） - レガ・プロ（第3部）

## 交通

### 主要な鉄道

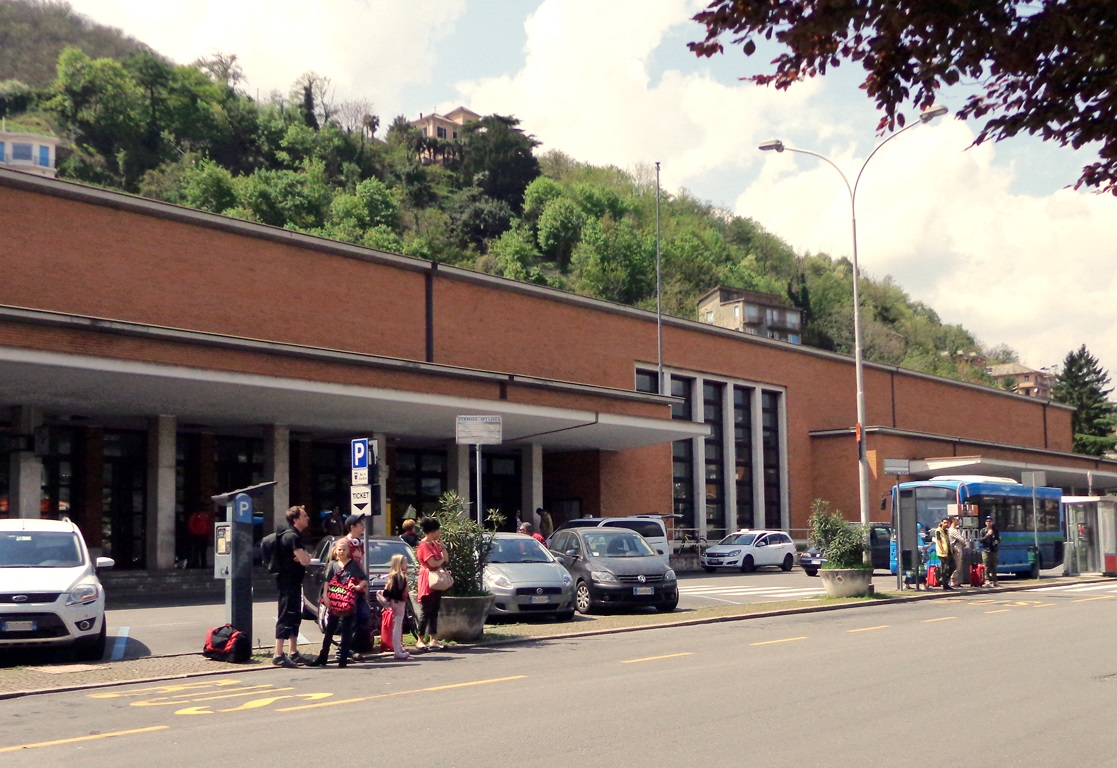
コモ・サン・ジョバンニ駅

フェッロヴィーエ・デッロ・スタート（旧イタリア国鉄, FS）と、北ミラノ鉄道（FNM）が主要な鉄道会社である。鉄道路線としては以下がある。
おおむね北および西を優先し、通過点もしくはその近傍の地名を示す。〔　〕内は県外。
RFI（FS子会社）所有
- コモ＝レッコ線 (it:Ferrovia Como-Lecco) 
  - コモ - カントゥ - メローネ - モルテーノ - 〔レッコ〕
- ミラノ＝キアッソ線 (it:Ferrovia Milano-Chiasso) 
  - 〔キアッソ〕 - コモ - カリマーテ - 〔セレーニョ - モンツァ - ミラノ〕
- ミラノ＝アッソ線 (it:Ferrovia Milano-Asso) 
  - アッソ - メローネ - 〔ミラノ〕

FNM所有
- サロンノ＝コモ線 (it:Ferrovia Saronno-Como) 
  - コモ - ロマッツォ - 〔サロンノ〕

列車の運行会社には、トレノルド (it:Trenord) （FS子会社トレニタリアとFNMの共同出資）やフェッロヴィエノルド (it:Ferrovienord) （FNMのグループ企業）がある。ミラノ＝キアッソ線はミラノ近郊鉄道に組み込まれており、ミラノ近郊鉄道S11線としてミラノとキアッソとを結んでいる。

### 主要な道路

ミラノ北方の道路網

おおむね北および西を優先し、通過点もしくはその近傍の地名を示す。〔　〕内は県外。
欧州自動車道路
- E35号線 : A9
〔… - スイス国境〕 - コモ - 〔ミラノ - フィレンツェ - ローマ〕

主要な高速道路
- アウトストラーダ A9  (it:Autostrada A9 (Italia)) 
〔キアッソ〕 - コモ - ヴィッラ・グアルディア - トゥラーテ - 〔サロンノ - ライナーテ〕
- アウトストラーダ A36  (it:Autostrada A36 (Italia)) 
〔カッサーノ・マニャーゴ - チズラーゴ〕 - トゥラーテ - 〔レンターテ・スル・セーヴェゾ〕
- アウトストラーダ A59  (it:Autostrada A59) 
ヴィッラ・グアルディア - コモ南方

主要な国道・県道
- SS35  (it:Strada statale 35 dei Giovi) 
コモ - ヴィッラ・グアルディア - 〔レンターテ・スル・セーヴェゾ - …〕
- SP233  (it:Strada statale 233 Varesina) 
〔… - ヴァレーゼ〕 - チズラーゴ - 〔ミラノ近郊〕
- SS340  (it:Strada statale 340 Regina) 
スイス国境 - ポルレッツァ - メナッジョ - トレメッツォ - コモ
- SS340dir
〔ピアンテード〕 - ソーリコ - グラヴェドーナ - ポルレッツォ
- SP ex SS 342 (it:Strada statale 342 Briantea) 
〔ヴァレーゼ〕 - オルジャーテ・コマスコ - コモ - アルベーゼ・コン・カッサーノ - ルラーゴ・デルバ - 〔ニビオンノ - ベルガモ〕
- SP583  (it:Strada statale 583 Lariana) 
コモ - ネッソ - ベッラージョ - 〔オンノ - レッコ〕
- SP639  (it:Strada statale 639 dei Laghi di Pusiano e di Garlate) 
アルベーゼ・コン・カッサーノ - エルバ - 〔チヴァーテ - レッコ〕

## 人物

### 著名な出身者
- 大プリニウス - 古代ローマの博物学者。コムム（現在のコモ）生まれ。
- 小プリニウス - 古代ローマの文人、政治家。コムム生まれ。
- インノケンティウス11世 - 17世紀後半のローマ教皇（第240代）。コモ生まれ。
- アレッサンドロ・ボルタ - 18-19世紀の自然科学者。ボルタ電池の発明者。コモ生まれ。
- フィリッポ・トゥラーティ - 19-20世紀の社会主義者、イタリア社会党設立者。カンツォ生まれ。
- アントニオ・サンテリア - 20世紀初頭に活動した建築家。コモ生まれ。
- ファビオ・カサルテッリ - 20世紀後半の自転車ロードレース選手。アルベーゼ・コン・カッサーノ生まれ。